# ズデネク・ゼーマン
ズデネク・ゼーマン（Zdeněk Zeman, 1947年5月12日 - ）は、チェコスロバキア（現チェコ）・プラハ出身のサッカー指導者。日本では「ズデネク・ゼーマン」の表記が一般的だが、原語での発音は「ズデニェク・ゼマン」に近い。

## 経歴
地元のプラハ大学でフィジカルトレーニングを学び、1968年に起こった「プラハの春」を契機にイタリアへ渡り、ユヴェントスなどで活躍した叔父のチェストミール・ヴィツパーレクの元で過ごしたことで、彼のサッカー哲学に影響を与えたとされている。
選手としての特筆される経歴はなく、サッカー以外のバレーボール、野球などアマチュアレベルの選手として活動していた。
主な監督経歴としてはパルマFC、USフォッジャ、FCメッシーナなどで監督としてキャリアを積み、1989年に再就任したフォッジャにおいて当時としては珍しいシステムの攻撃的なサッカーを披露した。その成績が認められ1994年にSSラツィオの監督に就任し、1997年には同じ町のASローマに移籍。その後はトルコのフェネルバフチェSK、SSCナポリ、サレルニターナ・カルチョ1919、USアヴェッリーノ、USレッチェ、ブレシア・カルチョと渡り歩き、2006年から再びレッチェの監督に就任したが成績不振のため同年12月に解任、前回就任時のようには行かなかった。2008年6月、ゼーマンはセルビアの名門レッドスター・ベオグラードの監督に就任したが、リーグ戦での低迷などを理由に同年9月解任。
2010年7月、15年ぶりに古巣USフォッジャ（レガ・プロ・プリマ・ディヴィジオーネ）の監督に就任したが、セリエB昇格を果たせず2011年5月に辞任。
2011年6月、ペスカーラ・カルチョの監督に就任し、2011-12シーズンにセリエB優勝に導いた。2012年6月ルイス・エンリケの後釜として古巣ASローマの監督に就任。2013年2月に解任された。

## 戦術

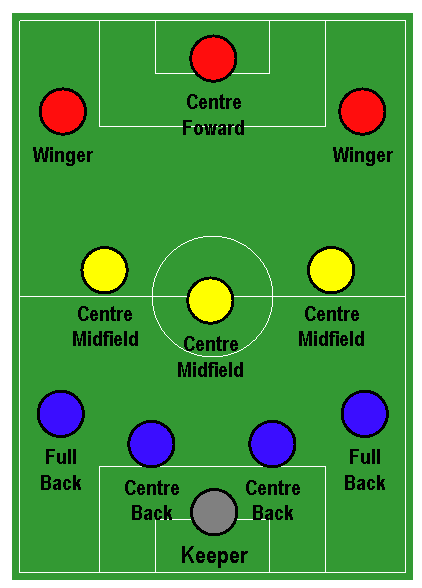
4-3-3システム

彼のサッカーの特徴は一貫した4-3-3システムにある。ゼーマン曰く4-3-3システムが一番バランスが取れたフォーメーションで、ピッチ全体をチームで動き、カバーする。前線からプレスをかけ、DFラインはセンターサークル付近まで上げてコンパクトにしオフサイドトラップを多用する。このような戦術には4-3-3が1番適しているという。スペクタクルなサッカー、見ていて楽しいサッカー、このように表現されることが多い。守りが主体のイタリアサッカー界の中で彼が標榜する攻撃的なサッカーはある意味革命とまで言われた。
しかしゼーマンのサッカー理論は難解といわれ、選手の理解度が重要となり、チームとして機能するのはかなり時間がかかる。その為安定した戦いをシーズンを通じて出来ない。また結果より内容を重視するためタイトルには縁の遠い監督とも言える。

## 人物
無名の選手の発掘を得意としており、予言者とも称される。彼が指導したジュゼッペ・シニョーリ、アレッサンドロ・ネスタやEURO1996で活躍したものの世界的知名度はまだなかったパベル・ネドベドなどは好例で、ゼーマンは彼らは間違いなくワールドクラスの選手に化けると予言し的中させた。ASローマ時代に指導したフランチェスコ・トッティを世界レベルへ変貌させたのもゼーマンの手腕である。それ以外にも無名選手を数多くイタリア代表クラスに成長させた。近年ではレッチェ時代に指導したヴァレリ・ボジノフやミルコ・ヴチニッチを世界レベルへ成長させている。
セリエAでもゼーマンの門下生デリオ・ロッシ、パスクアーレ・マリーノら若手監督が攻撃サッカーを実践している。

## タイトル
ASDリカタ1931
- レガ・プロ・セコンダ・ディヴィジオーネ (1): 1984–85

USフォッジャ
- セリエB (1): 1990–91

ペスカーラ・カルチョ
- セリエB (1): 2011–12